# Aleksei Sxússev
Aleksei Víktorovitx Sxússev (rus: Алексе́й Ви́кторович Щу́сев; 8 d'octubre de 1873 – 24 de maig de 1949) va ser un arquitecte rus, els treballs del qual poden considerar-se com el pont entre l'arquitectura revivalista de l'Imperi Rus i l'estil imperial estalinista.

## Biografia
Sxússev va estudiar sota la tutoria d'Ilià Repin i Leonti Benois a l'Acadèmia Imperial de les Arts entre 1891 i 1897. entre 1894 i 1899 viatjà pel nord d'Àfrica i l'Àsia central. Va ser un actiu estudiant de l'art rus antic, guanyant ovacions públiques per la seva restauració de l'església de Sant Basili (segle XII) d'Òvrutx, Ucraïna. Es basà en l'arquitectura moscovita del segle xv per dissenyar la Catedral de la Trinitat de Potxaiv Lavra i una església memorial al camp de Kulikovo, en record a la batalla de Kulikovo. Va ser patrocinat per la família reial per dissenyar una catedral pel convent Marfo-Mariinski de Moscou. El resultat va ser una estructura medieval del més pur estil novgorendens (1908-1912).
Sxússev s'embarcà en el seu major projecte a gran escala el 1913, quan el seu disseny per a l'estació de ferrocarril de Kazan guanyà un concurs per a la darrera estació del Transsiberià. Aquest disseny modernista fusionava elements de les torres del Kremlin de Moscou i de l'arquitectura tradicional tàrtara en un dels dissenys més revivalistes posats en execució. Malgrat tot, la construcció de l'estació de ferrocarril no es va poder finalitzar fins al 1940.
Després d'experimentar breument amb el neoclassicisme, Sxússev tombà cap al constructivisme durant la dècada de 1920. Entre 1920 i 1924 va ensenyar a Vkhutemàs. Després de la mort de Lenin el 1924, se li demanà que dissenyés un mausoleu per a aquest. Només trigà tres dies a obtenir una solució arquitectònica original combinant elements constructivistes amb trets d'altres mausoleus de l'antiguitat, com la Piràmide de Djoser o la Tomba de Cir. Altres notables dissenys constructivistes de Sxússev van ser el Ministeri d'Agricultura Narkomzem de Moscou (1928-1933) i l'Institut de turisme de Sotxi (1927-1931)

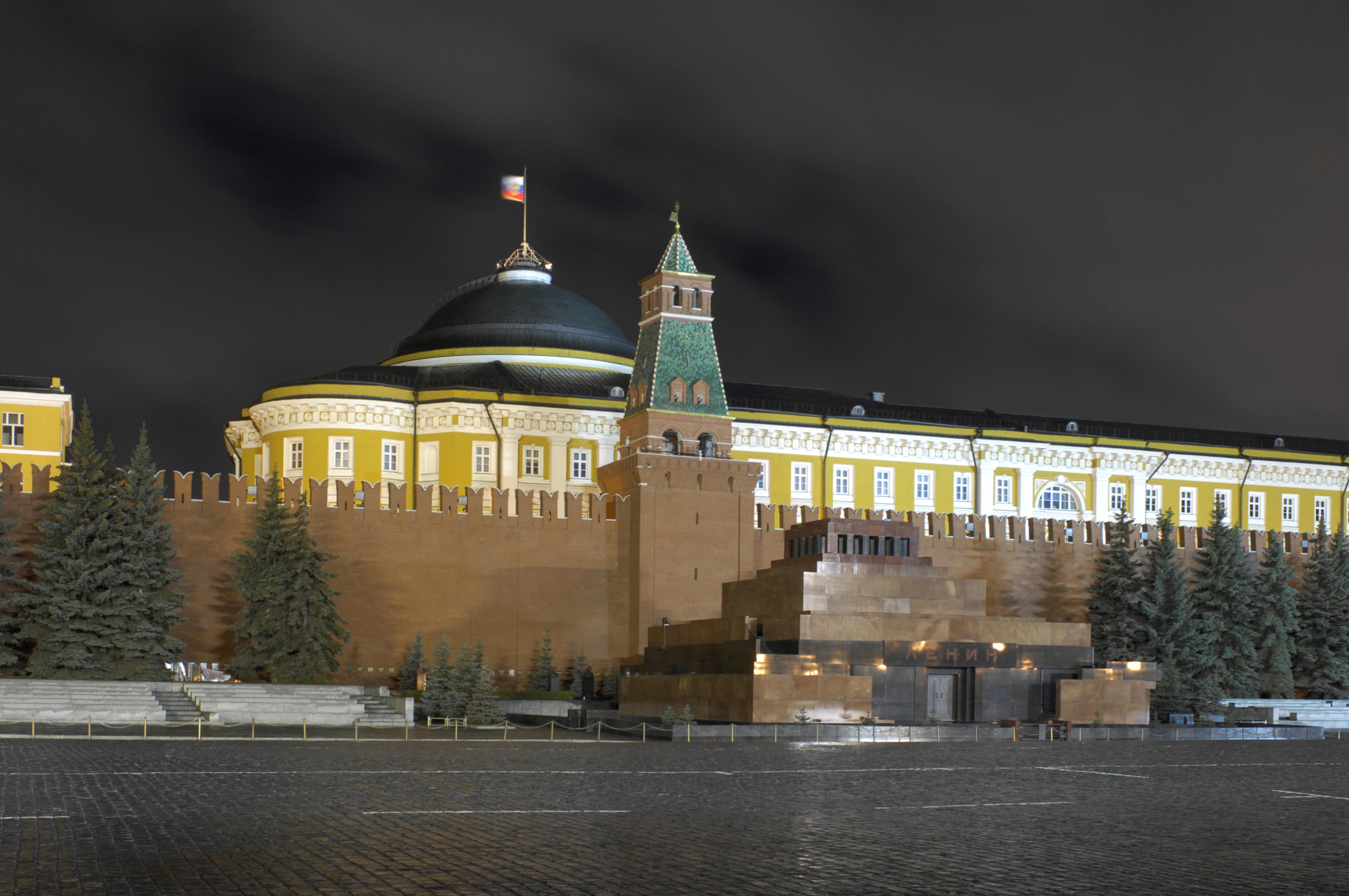
Mausoleu de Lenin a la Plaça Roja de Moscou.

Després de la comissió per al Mausoleu, Sxússev va ser molt apreciat per les autoritats comunistes. El 1926 va ser nomenat director de la Galeria d'Art Tretiakov. Va ser designat cap de disseny per la majoria de ponts i complexos residencials de Moscou. Se li atribuí el luxós disseny de l'Hotel Moskvà (1930-1938) i del quarter general de l'NKVD a la plaça Lubianka (1940-1947). Es diu que va ser ell el primer a exposar la idea de gratacels gòtics a Moscou.
Es debat si aquests dissenys estalinistes van ser realment dissenyats pel mateix Sxússev o, si en canvi, van ser executats pels seus deixebles. La discussió dels seus mèrits artístic va ser exacerbada quan les autoritats moscovites van anunciar la intenció de demolir l'Hotel Moskvà el 2004. En realitat, tots aquests dissenys, ja fossin realitzats per a Moscou, Tbilisi o Taixkent, porten el segell distintiu de Sxússev, una combinació d'elements neoclàssics amb les tradicions arquitectòniques nacionals.
El 1946, Sxússev inaugurà el "Museu de l'Arquitectura", que ajudà a preservar les restes de les esglésies i monestirs medievals enderrocats. Els seus darrers treballs d'importància van ser l'estació Komsomólskaia del metro de Moscou, així com el pla de reconstrucció de Nóvgorod, després que l'antiga ciutat fos destruïda pels alemanys durant la Gran Guerra Patriòtica. En reconeixement d'ixò, un dels carrers més moderns de la ciutat va ser batejat en honor seu. Sxússev va morir a Moscou el 1949, sent enterrat al cementiri de Novodévitxi.
Va rebre el Premi Stalin en quatre ocasions (1941, 1946, 1948 i 1952, a títol pòstum), l'orde de Lenin i dues banderes roges del treball.

## Galeria

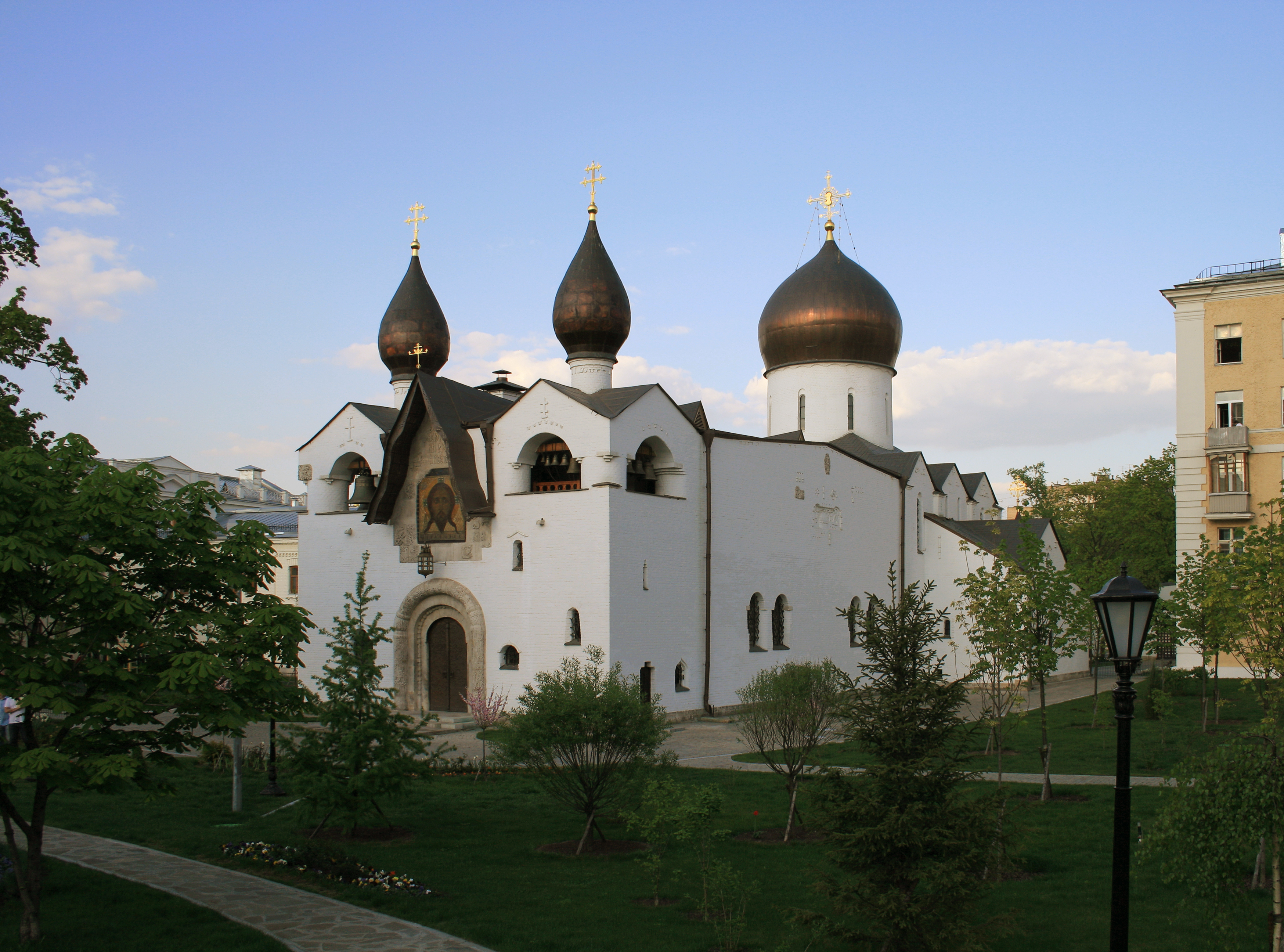
Catedral de la protecció del convent de Marta i Maria
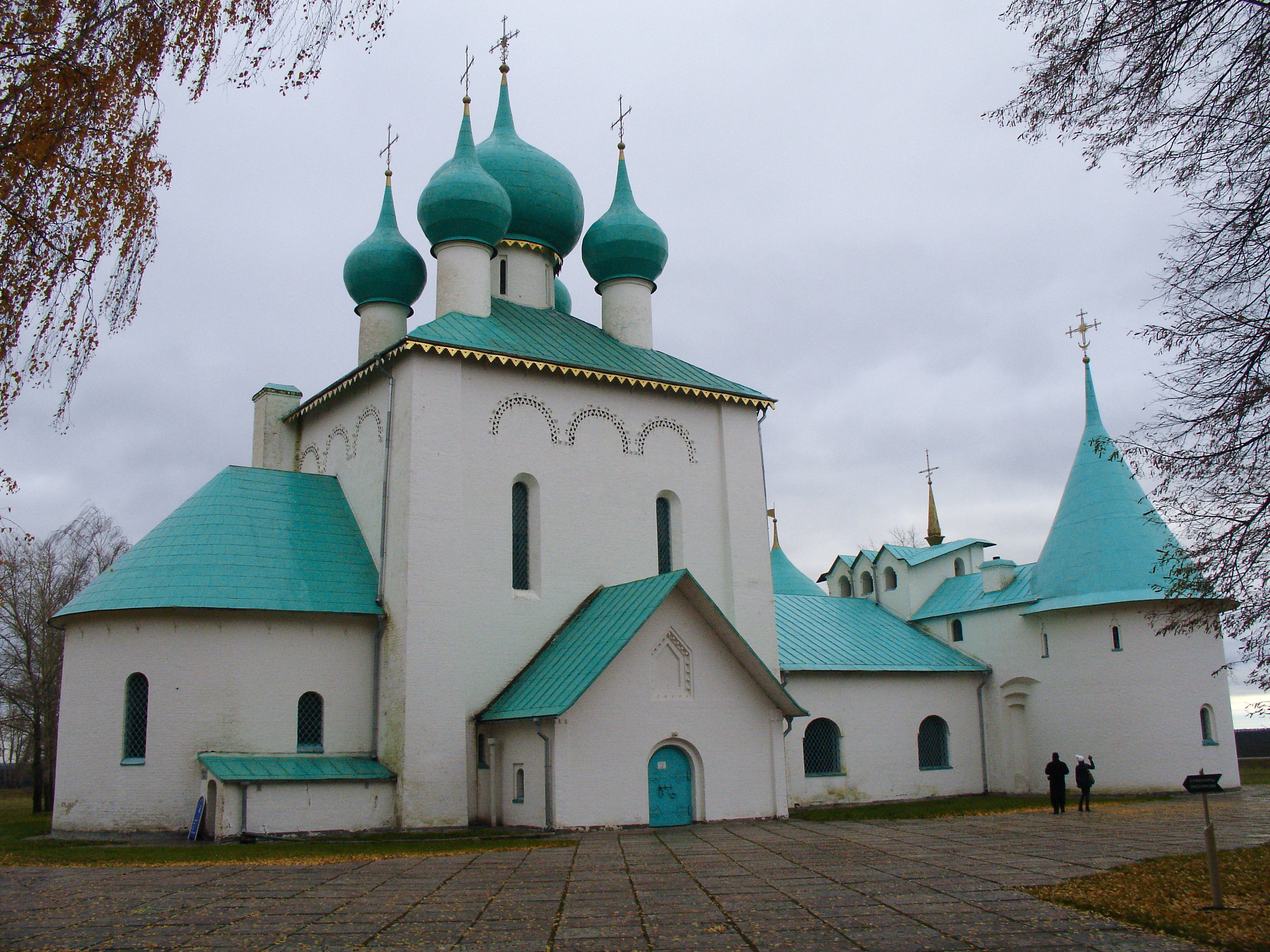
Temple de Sant Sergi en el camp Kulikovo
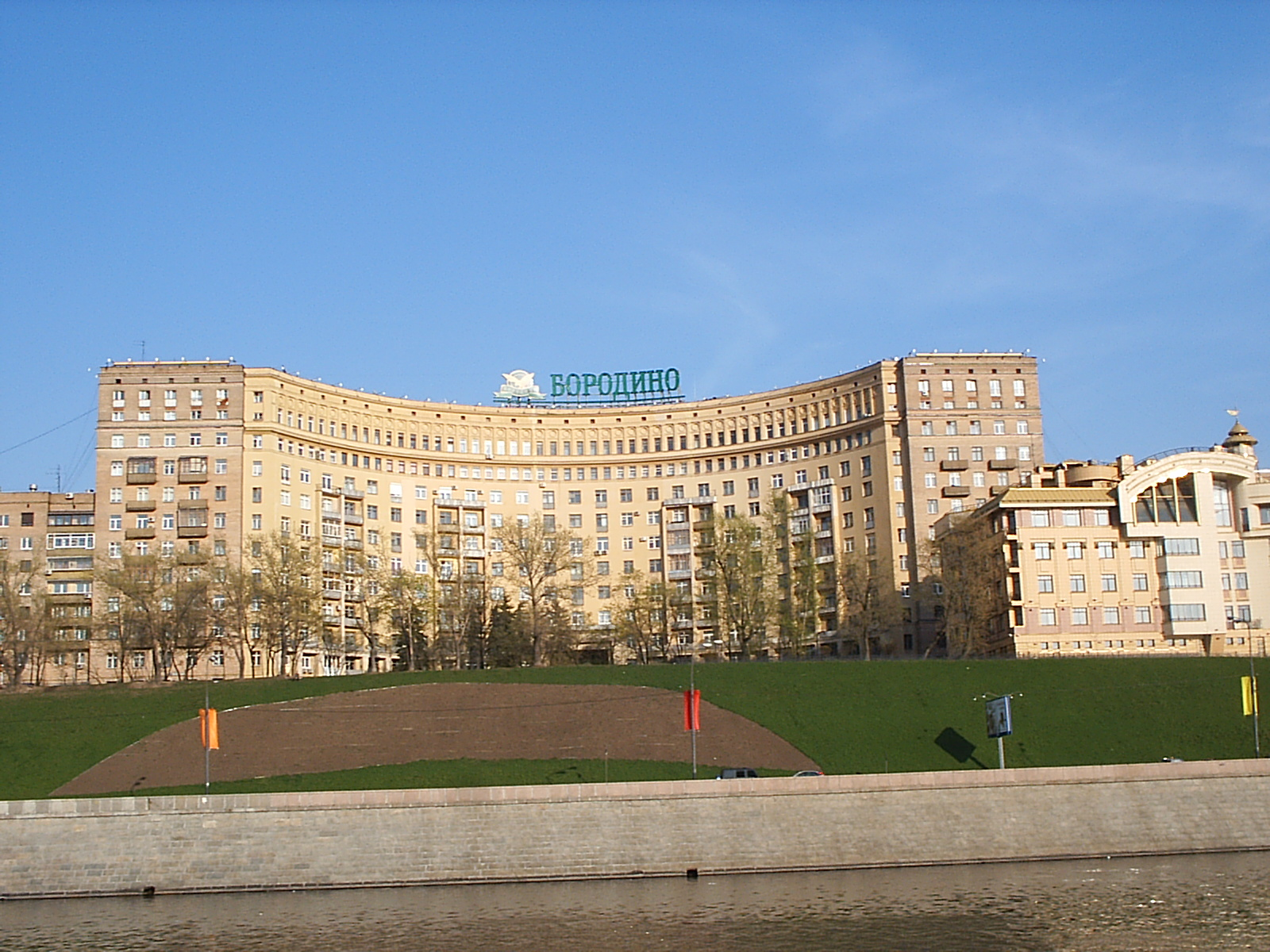
Edifici al passeig marítim de Rostov